# 明石市立朝霧小学校
明石市立朝霧小学校（あかししりつ あさぎりしょうがっこう）は、兵庫県明石市朝霧東町1丁目に所在する公立小学校。

## 概要
朝霧小学校は、JR朝霧駅から北に約1.5キロメートルに位置し、1955年（昭和30年）ごろから宅地開発が急速に進んだ地域で、丘陵地に住宅が密集している住宅地である。1970年4月、人丸小学校から分離開校する。2024年度（令和6年度）現在の児童数は828人。

## 沿革
- 1970年（昭和45年）4月1日 - 人丸小学校から分離して開校。
- 1971年（昭和46年）7月20日 - プール完成、校歌・校旗制定。
- 1977年（昭和52年）3月25日 - 管理棟校舎竣工。（校長室、職員室、保健室、6教室、図書室、音楽室など）。
- 1995年（平成7年）1月17日 - 阪神・淡路大震災が発生。1月17日から3月24日まで避難所となる。
- 1995年（平成7年）10月から3月 - 地震災害復旧工事。

## 通学区域
- 朝霧台、東朝霧丘、朝霧山手町、朝霧南町1-4丁目、朝霧東町1-3丁目、朝霧町3丁目、大蔵谷奥5番-16番、中朝霧丘5番-12番、朝霧北町1101-1103、1108、1109の一部、1110-1121,1122の一部、1123-1136、2810、2811の一部、3777の一部、北朝霧丘1丁目（1628、1629、1631-1642、3789）[2]。

## 進学先中学校
卒業後は基本的に明石市立朝霧中学校に進学する。

## 校区内の主な施設
- 朝霧小コミュニティ・センター
- 朝霧コミュニティ・センター
- 明石市消防署朝霧分署
- 朝霧浄化センター
- 朝霧駅

## 交通
- JR朝霧駅下車、北に約1.5キロメートル（徒歩約20分）
- JR明石駅（80,81,82系統）またはJR朝霧駅（65系統）から山陽バスで朝霧小学校前バス停より徒歩1分

## 通学区域が隣接している学校
- 明石市立松が丘小学校
- 神戸市立有瀬小学校
- 明石市立人丸小学校
- 明石市立中崎小学校
- 神戸市立舞子小学校
- 神戸市立西舞子小学校